# Snowcraft
 (décembre 2020).
Snowcraft est un jeu vidéo d'action développé par l'agence de design new-yorkaise IconNicholson, dans lequel le joueur participe à une bataille de boules de neige. Le jeu est à l'origine envoyé à destination d'amis et clients de l'agence, dans une carte de vœux (courrier électronique), pour les fêtes de Noël 1998. Le jeu est rapidement diffusé de manière virale sur Internet. En 2001, il est publié pour PC (Windows). Le jeu est également adapté pour le web en Flash. En 2010 le jeu est adapté sur iPhone et vendu sur l'App Store.
Au début des années 2000, Snowcraft était l'un des jeux les plus joués d'Internet. Selon l'éditeur, Snowcraft aurait été joué par plus de 30 millions de joueurs. Le jeu a été salué par la presse spécialisée et il a obtenu de nombreuses récompenses (One Show Interactive, Cannes Lion, Clio, ID Magazine)